# Erwin Welte
Erwin Welte (* 6. Mai 1913 in Husen (Dortmund); † 14. März 2002 in Göttingen) war ein deutscher Agrikulturchemiker. Unter der agrarwissenschaftlichen Disziplin Agrikulturchemie verstand er ein fachübergreifendes Lehr- und Forschungsgebiet der Pflanzenernährung, das in gesellschaftlicher Verantwortung steht. Als Hochschullehrer an der Georg-August-Universität Göttingen bearbeitete er in diesem Rahmen die Grundlagen der Pflanzenernährung und Düngung einschließlich umweltrelevanter Gesichtspunkte der Boden- und Gewässerökologie sowie der Landschaftsgestaltung.

## Stationen seines Lebensweges
Erwin Welte studierte nach dem Abitur und landwirtschaftlicher Lehre Landwirtschaft und Naturwissenschaften an der Universität Göttingen. 1940 bestand er an der Mathematisch-Naturwissenschaftlichen Fakultät das Diplomexamen. Anschließend fertigte er im Agrikulturchemischen und Bodenkundlichen Institut der Universität Göttingen bei Edwin Blanck eine Dissertation über die Entstehung von Roterden an und wurde 1941 zum Dr. rer. nat. promoviert. Es folgten Jahre des Kriegsdienstes und der Gefangenschaft.
1946 konnte Welte seine wissenschaftliche Tätigkeit an der Universität Göttingen wieder aufnehmen. Als Assistent des Agrikulturchemikers und Bodenkundlers Fritz Scheffer arbeitete er über Prozesse der Humusbildung und über die Bedeutung des Humus für die Bodenfruchtbarkeit sowie über die Möglichkeiten zur stofflichen Charakterisierung von natürlichen und synthetischen Huminsäuren. 1950 habilitierte er sich an der Universität Göttingen mit der Schrift Über die Entstehung von Huminsäuren und Wege ihrer Reindarstellung und erhielt die Venia legendi für die Fachgebiete Agrikulturchemie und Bodenkunde.
Nach der Habilitation folgten Arbeiten zur Aufklärung von Strukturen der Huminsäuren und über deren fehlendes Kristallisationsvermögen. Als herausragende Leistung auf dem Gebiet der Humusforschung gilt sein 1955 in der Zeitschrift Angewandte Chemie publizierter Beitrag über ein absorptionsspektrographisches Verfahren, Braun- und Grauhuminsäuren gleichzeitig quantitativ zu bestimmen. 1955 veröffentlichte er gemeinsam mit Fritz Scheffer die dritte Auflage des Lehrbuches Pflanzenernährung (Erstauflagen 1938 und 1946).
1956 wurde Welte zum Leiter des Instituts für Nichtparasitäre Pflanzenkrankheiten der Biologischen Bundesanstalt nach Berlin-Dahlem berufen. Hier begann er mit Arbeiten über die Auswirkungen des Niederschlages (Fallout) von radioaktivem Strontium und über Symptome des Nährstoffmangels und des Nährstoffüberschusses an Pflanzenblättern. 1958 trat er in den Dienst der Deutschen Kali-Industrie mit der Aufgabe, das in Hannover bereits wiederbegründete zentrale Forschungs- und Versuchsinstitut Büntehof zu einer modernen, auf die Belange der Düngemitteltechnologie und Düngemittelanwendung ausgerichteten Forschungsstätte auszubauen und zu leiten. Von hier aus nahm er auch die wissenschaftlichen Interessen der Kali-Industrie im Internationalen Kali-Institut in Bern (Schweiz) wahr und beteiligte sich am „Dünger-Programm“ der FAO in Rom.
Nachdem auf Empfehlung des Wissenschaftsrates an der Universität Göttingen 1965 das bis dahin bestehende Agrikulturchemische und Bodenkundliche Institut in zwei eigenständige Institute für Agrikulturchemie und Bodenkunde aufgeteilt wurde, erhielt Welte den Ruf auf den Lehrstuhl für Agrikulturchemie. Von 1965 bis zu seiner Emeritierung im Jahre 1978 wirkte er hier als Direktor und ordentlicher Professor. Während dieser Zeit hat er sein Fachgebiet inhaltlich und strukturell neu konzipiert und ab 1971 an einem neuen Standort in der Von-Siebold-Straße (heute: Carl Sprengel-Weg 1) ein modernes Institut für Agrikulturchemie mit fünf Arbeitsbereichen eingerichtet: Biochemische und physiologische Grundlagen der Pflanzenernährung, Qualitätsfragen der pflanzlichen Produktion, Düngemitteltechnologie, Gewässereutrophierung sowie Abfall- und Abwässerverwertung in der Landwirtschaft. Diese Aufgliederung dokumentiert Weltes umfassendes Wissenschaftsverständnis und seine Weitsicht über Ziele und Aufgaben der Agrikulturchemie.

## Wissenschaftliches Lebenswerk
Agrikulturchemie war für Welte eine elementare Grundlagendisziplin und eine angewandte Wissenschaft, ausgerichtet auf die Sicherung und Verbesserung existentieller Bedürfnisse der Menschen. Seine Forschungstätigkeit war breit angelegt. Im Themenkatalog seiner Publikationen finden sich Beiträge über die Bodengenese, über die Bildung von Humusstoffen, über die Energiegewinnung aus organischen Abfallstoffen und über die Verwertung von Altmüll im Landbau. Fragen des Nährstoffumsatzes in Böden, der optimalen Anwendung von Düngemitteln und der Qualität der Ernteprodukte landwirtschaftlicher Kulturpflanzen waren weitere Schwerpunkte seiner wissenschaftlichen Aktivitäten.
Ein besonderes Anliegen für Welte war die Bearbeitung von aktuellen Problemen der Gewässerökologie und der landwirtschaftlichen Ökochemie. Dabei widmete er den Belastungen von Gewässern durch Abwässer aus Haushaltungen, Industrie und Landwirtschaft besondere Aufmerksamkeit. Auch nach seiner Emeritierung führte Welte noch entsprechende Forschungsarbeiten durch, u. a. gemeinsam mit dem Göttinger Forstwissenschaftler Rolf Zundel ein Projekt über die Auswirkungen von schadstoffbelasteten Kiesteichen auf die Fischereibiologie der bei Goslar gelegenen Wöltingeroder Seenplatte.
Welte war ein engagierter Mitarbeiter in der Fachgruppe Umweltschutz, Naturschutz und Landschaftspflege des Niedersächsischen Heimatbundes. In mehreren Veröffentlichungen und in Vorträgen appellierte er an die persönliche Verantwortlichkeit des Einzelnen, Umweltbelastungen zu minimieren. Landwirte und kommunale Behörden forderte er auf, mit Schadstoffen belastete Landschaftsgebiete durch geeignete Maßnahmen so umzugestalten, dass daraus gesunde Biotope entstehen.
Bereits frühzeitig beschäftigte sich Welte mit Problemen der Landwirtschaft in den Entwicklungsländern. In mehreren Forschungsprojekten bearbeitete er den Umsatz von Pflanzennährstoffen in Böden der Tropen und Subtropen. Außerdem förderte er nachhaltig die Ausbildung wissenschaftlicher Mitarbeiter und den Aufbau eines Beratungswesens in mehreren tropischen und subtropischen Ländern.
Bis ins hohe Alter war Welte stark engagiert in der internationalen Düngerwissenschaft. Als langjähriger Vizepräsident im Centre International des Engrais Chimiques (CIEC) (International Scientific Centre of Fertilizers) organisierte er für Wissenschaftler, Praktiker und Düngemittelproduzenten Kongresse und Symposien zu aktuellen Fragen der Düngung, der Welternährung und des Landschaftsschutzes und besorgte die Herausgabe von umfangreichen Tagungsbänden.
Von Weltes Veröffentlichungen über das Wissenschaftsverständnis seines Fachgebietes ist der 1994 in der Zeitschrift Landbauforschung Völkenrode publizierte Beitrag Agrikulturchemie: Bewertung und Beurteilung einer Agrarwissenschaft im Zwielicht der Gegenwart hervorzuheben. An zahlreichen Beispielen zeigt Welte auf, dass die Erstellung von Nährstoffbilanzen zwar ein zentraler Forschungsschwerpunkt der Agrikulturchemie sein muss; doch angesichts zunehmender Belastung der Natur und der Bedrohung ihrer lebenswichtigen Ressourcen sollten in der Forschung zukünftig verstärkt globale Probleme berücksichtigt werden. Wiederholt wird von ihm die ökologische Verantwortung der Agrikulturchemie für eine durch vielfältige Landnutzung geprägte Kulturlandschaft angemahnt. Ausführlich setzt er sich in diesem Beitrag auch mit dem Begriff Agrikulturchemie auseinander. Die Bewahrung dieser Disziplinbezeichnung hielt er nicht nur aus historischen Gründen für eine Selbstverständlichkeit, sondern für eine moralische Verpflichtung.

## Publikationen (Auswahl)
- Über Roterdebildung auf Zechsteinkalk und devonischem Massenkalk im Gebiet West-Deutschlands. Diss. math.-nat. Fak. Univ. Göttingen 1941. Zugl. in: Chemie der Erde, Bd. 14, 1942, S. 272–311.
- Über die Entstehung von Huminsäuren und Wege ihrer Reindarstellung. Habil.-Schr. math.-nat. Fak. Univ. Göttingen 1950. Zugl. in: Zeitschrift für Pflanzenernährung, Düngung, Bodenkunde, Bd. 56 (101), 1952, S. 105–139.
- Neuere Ergebnisse der Humusforschung. In: Angewandte Chemie, Jg. 67, 1955, S. 153–155.
- Fritz Scheffer, Erwin Welte: Pflanzenernährung. Lehrbuch der Agrikulturchemie und Bodenkunde; Teil 2, dritte umgearb. u. erw. Aufl., Enke Verlag, Stuttgart 1955.
- E. Welte, K. Bremer, K. Müller: Anbau und Verwertung von Kartoffeln in der Bundesrepublik Deutschland. Entwicklung, Stand und vordringliche Forschungsaufgaben. Verlag Mann, Hildesheim 1966.
- Zur Frage der Gewässerverunreinigung. In: Die Phosphorsäure, Bd. 30, 1974, S. 121–139.
- Erwin Welte, Friedel Timmermann: Düngemittel. In: Ullmanns Enzyklopädie der technischen Chemie, 4. Aufl. Verlag Chemie, Weinheim 1975, S. 203–219.
- Erwin Welte unter Mitarbeit von Friedel Timmermann: Über den Nährstoffeintrag in Grundwasser und Oberflächengewässer aus Boden und Düngung. Auswertung eines sechsjährigen Forschungsprogrammes (1972–1978) des Verbandes Deutscher Landwirtschaftlicher Untersuchungs- und Forschungsanstalten e. V., Darmstadt 1982 (= VDLUFA-Schriftenreihe, H. 5).
- Erwin Welte, Friedel Timmermann: Düngung und Umwelt. Verlag W. Kohlhammer, Stuttgart/Mainz 1985 (= Materialien zur Umweltforschung H. 12).
- Forderungen an die Landwirtschaft aus der Sicht des Naturschutzes. In: Neues Archiv für Niedersachsen, Bd. 33, 1986, S. 136–152.
- Agrikulturchemie: Bewertung und Beurteilung einer Agrarwissenschaft im Zwielicht der Gegenwart. In: Landbauforschung Völkenrode, Jg. 44, 1994, S. 243–255.
- Erwin Welte, Rolf Zundel: Binnengewässer in Not. Zu fischereilichen Gewässernaturierung und landschaftsökologischen Gestaltung des Kiesabbaugebietes in der Okertalaue Goslar-Vienenburg unter dem Einfluß schwermetallhaltiger Abwässer. Eine 20-jährige Studie zur gewässer- und landschaftsökologischen Forschung. Verlag Goltze, Göttingen 2000.